# Schleppschifffahrt auf dem Rhein

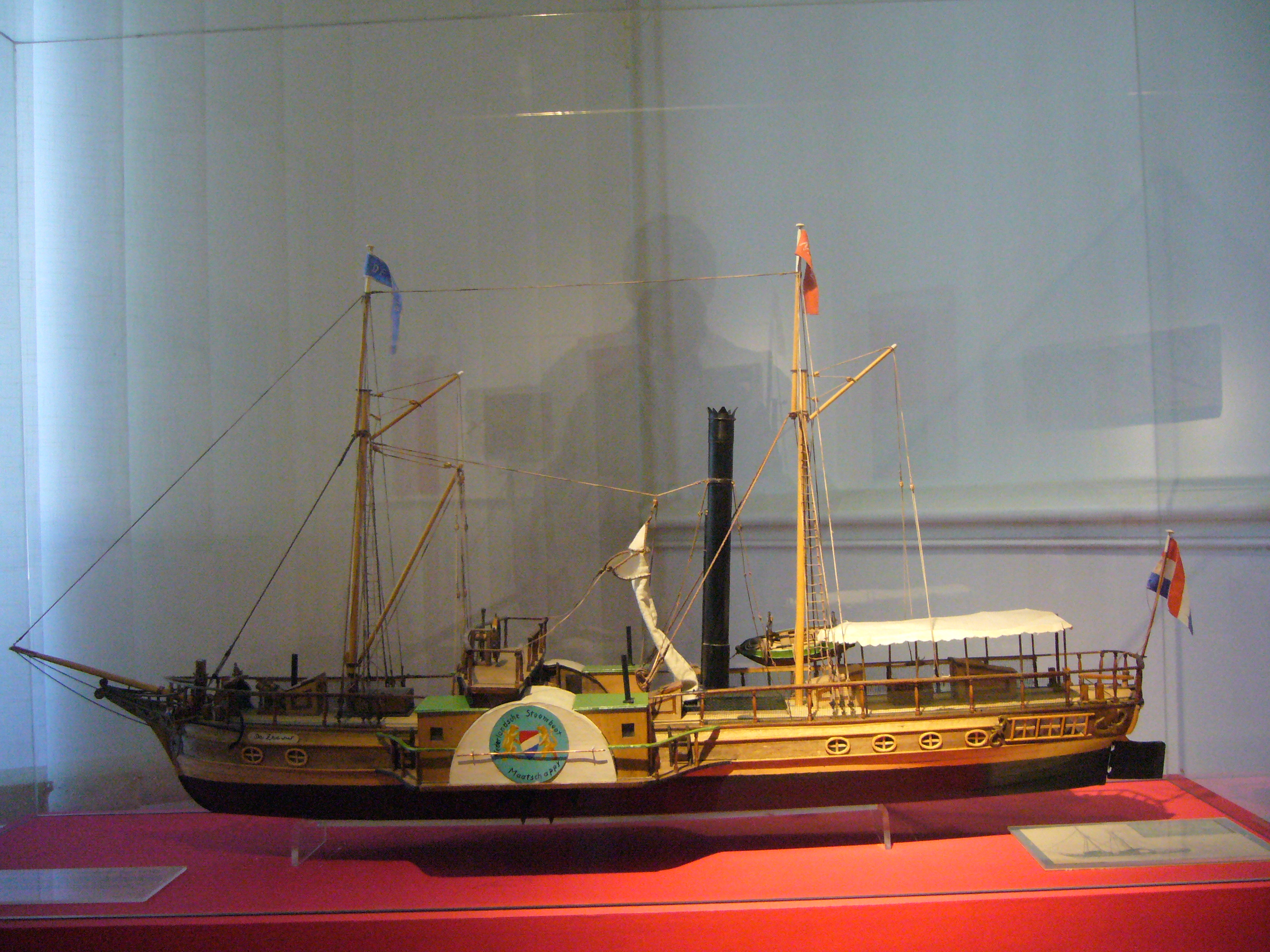
De Zeeuw, eines der ersten Dampfschiffe auf dem Rhein

Dieser Artikel behandelt die Schleppschifffahrt auf dem Rhein mit Dampf- und Dieselschleppbooten.

## Geschichte

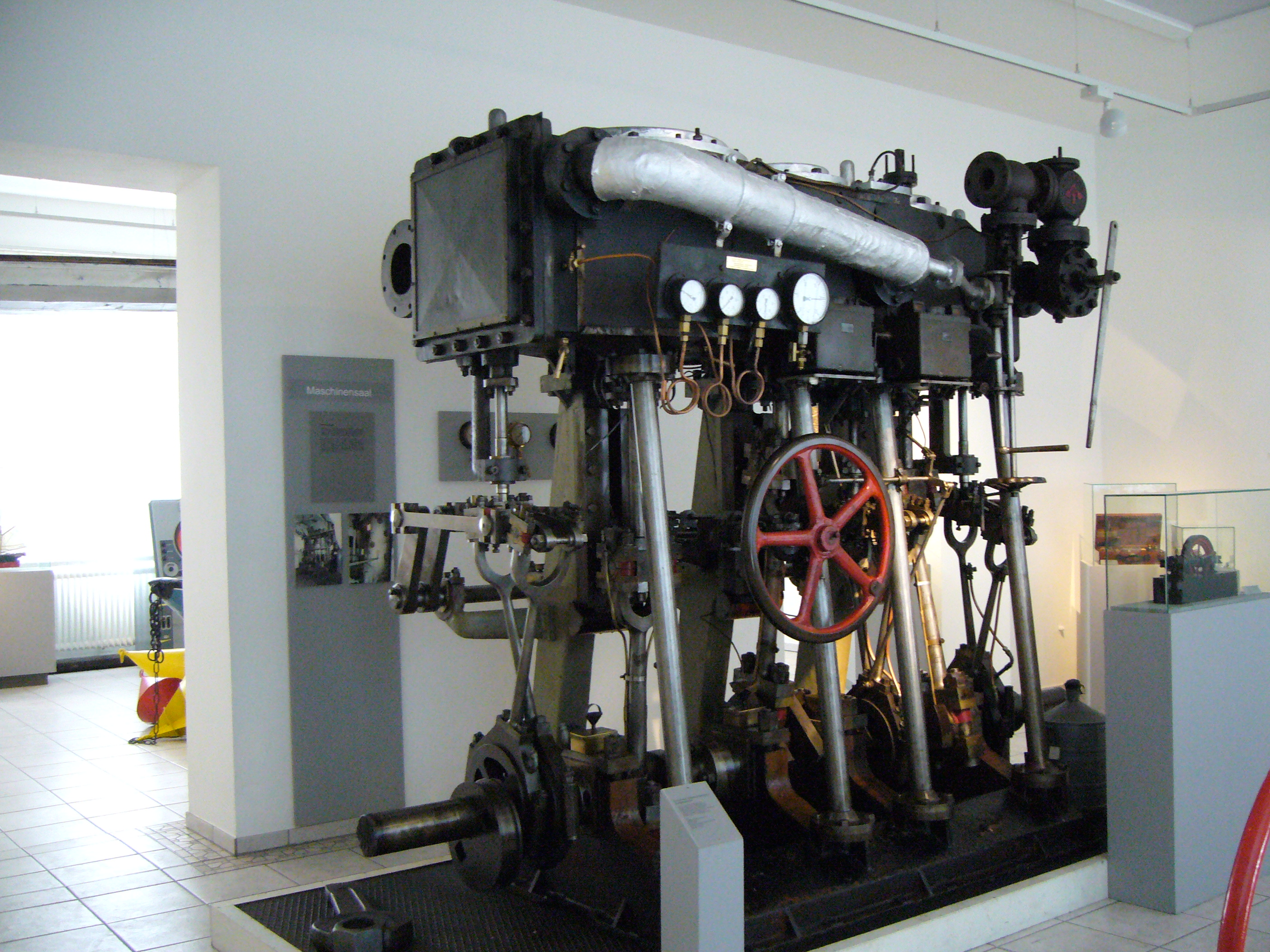
Dampfmaschine aus einem Schraubenschlepper

Der Beginn der Schleppschifffahrt auf dem Rhein wurde mit der ersten Fahrt eines dampfgetriebenen Schiffs eingeläutet. Am 8. Juni 1816 fuhr das in London gebaute Dampfschiff Defiance, später in Prinz von Oranien umbenannt, von Rotterdam nach Köln, wo es am 12. Juni eintraf. Es folgten noch mehrere Reisen mit anderen Schiffen, bis am 19. Dezember 1824 der Seitenraddampfer De Lek mit einem Segelschiff im Schlepp von Rotterdam nach Emmerich fuhr. Die Reise dauerte 36 Stunden. Am 29. Januar 1825 folgte eine zweite Reise von Rotterdam nach Köln.
1827 wurde das erste deutsche Rheindampfschiff in Dienst gestellt. Die Concordia hatte eine englische Einzylinder-Niederdruck-Dampfmaschine mit 70 PS und konnte 230 Fahrgäste und 1173 Zentner Fracht befördern. Franz Haniel baute 1845 den Schlepper  Ruhr I, ein Eisenschiff mit 400 PS. Es zog über 1000 Tonnen in 4–6 Kähnen. Im gleichen Jahr fuhr auch die Mathias Stinnes I, ausgerüstet mit einer 200 PS Zweizylinder-Verbunddampfmaschine.
Da die Niederdruckmaschinen zu störanfällig waren, viel Brennstoff verbrauchten und wegen des Niederdrucks auch wenig Leistung hatten, wurden die Schiffe auf Verbunddampfmaschinen mit höherem Druck umgerüstet. Diese Maschinen leisteten 800 PS und die Fahrzeit von Duisburg nach Köln verringerte sich von 40 auf 19 Stunden, der Verbrauch war rund 40 % niedriger und die Anhangslast konnte von 600 auf 3000 Tonnen Ladung erhöht werden.
Um 1880 tauchten die ersten Schraubenschlepper auf, diese waren aber nicht so zugkräftig wie die Seitenradboote und sie hatten einen größeren Tiefgang.
In der Zeit von 1873 bis 1905 fuhren die Tauerschiffe, sogenannte Hexen, auf dem Nieder- und Mittelrhein. Dazu wurden 43 mm starke Drahtseile im Rhein verlegt, an denen sich die Hexen mittels Seilscheiben den Strom hinaufzogen. Siehe: Tauerei

## Schleppzug

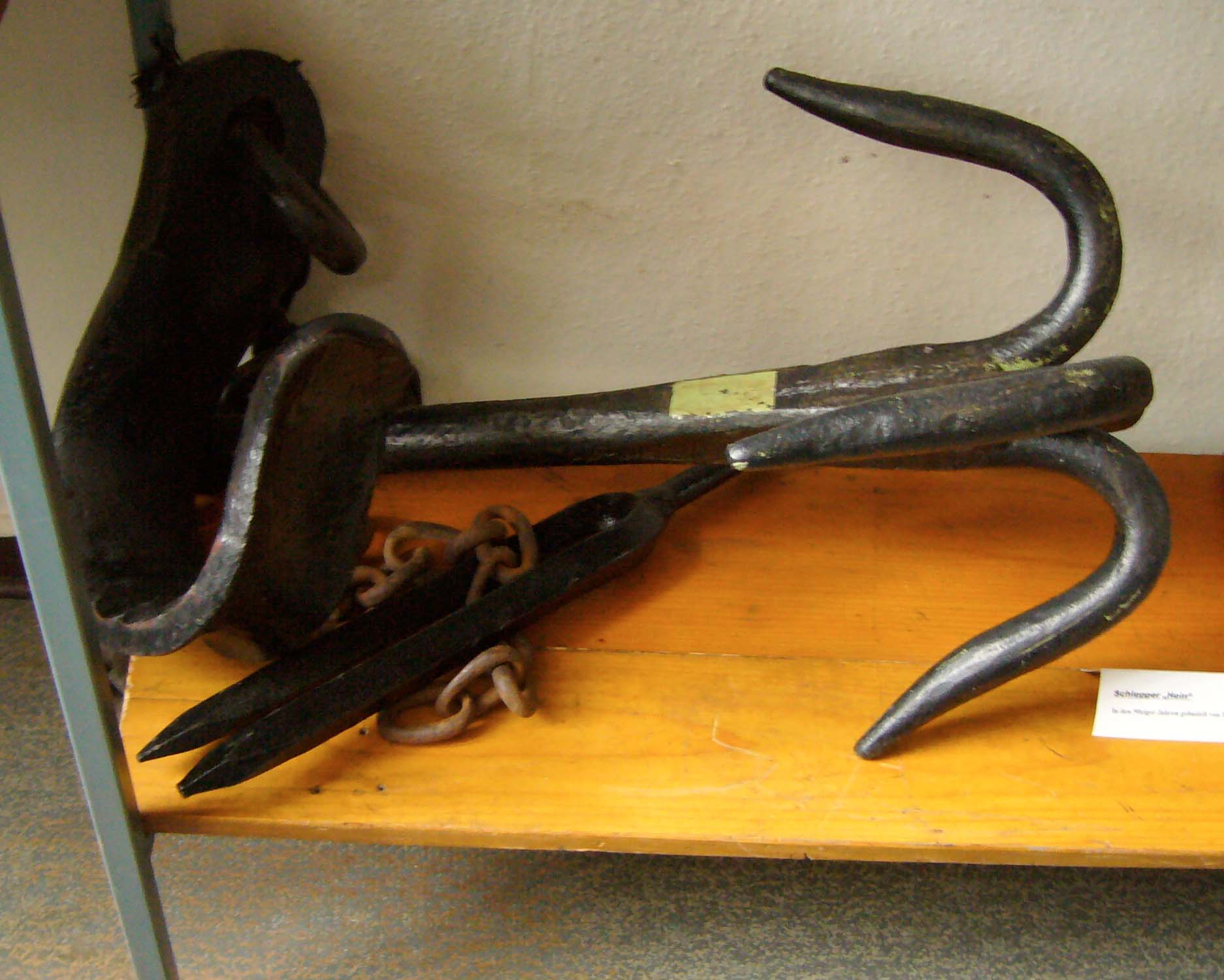
Briddelhaken, Kettenstopper und Draggen

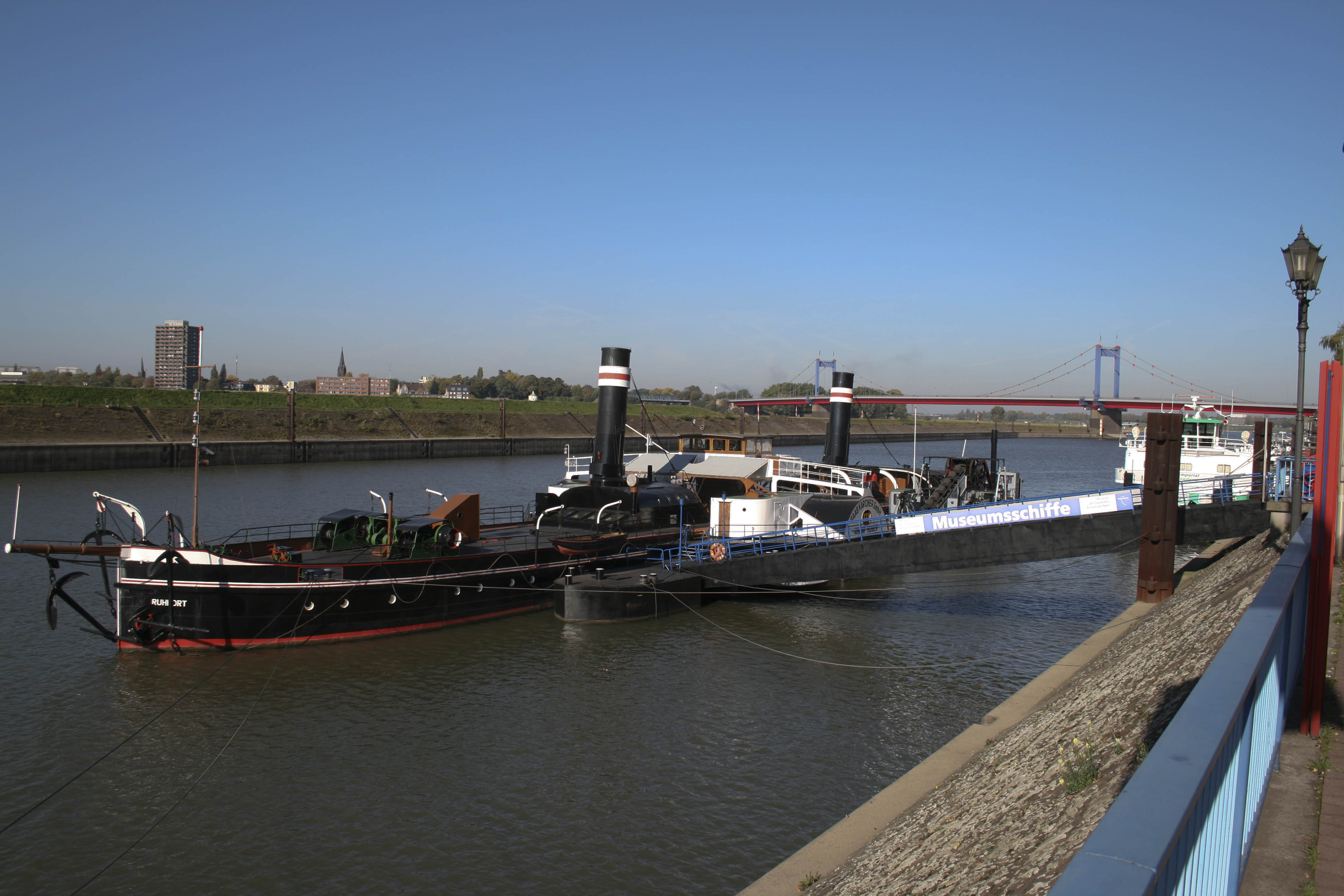
Seitenraddampfschlepper Oscar Huber

Die großen Raddampfschlepper zogen bis zu acht Lastkähne. Auf der Bergfahrt wurden die einzelnen Kähne gemäß ihren Bestimmungshäfen aufgepackt. Dazu fuhr der Schlepper an die zu schleppenden Kähne heran und übergab den Schleppdraht, der auf dem Kahn auf den vorderen Doppelpoller belegt wurde. Danach ließ der Schlepper den Kahn durch Fieren des Schleppdrahtes, das heißt kontrolliertes Nachlassen, so weit sacken, bis er seine Schleppposition erreicht hatte; so ging es von Kahn zu Kahn, bis der Schleppverband zusammengestellt war. Die Schlepper waren mit mehreren großen Seilwinden ausgerüstet. Da jeder Kahn einen eigenen Schleppdraht hatte, mussten die vorausfahrenden Kähne die Schleppstränge aufnehmen und in den Brittelhaken einhängen. Auf dem Schleppboot wurden die Drähte mit einem Zeistau gebündelt und in den Trossenstoppern festgesetzt. Auf der ersten Länge hing meistens ein kleinerer Lastkahn, der sogenannte Freifahrer. Der letzte Kahn wurde mit dem Brittelstrang am Schleppdraht des vorletzten Kahns festgemacht. Die Schleppzüge hatten teilweise eine Länge von über einem Kilometer. Jetzt war der Schleppzug abfahrbereit. Nach einem dreifachen Doppelschlag der Schiffsglocke sagte der Kapitän den überlieferten Spruch: In Gottes Namen – Gute Reis, und danach ging die Fahrt los. An den jeweiligen Bestimmungshäfen schmissen die Kähne ihre Leinen los und versuchten mit Eigenschwung anzulegen. In Schleusen wurden die Kähne mit Winden oder kleinen Lokomotiven hereingezogen und die Besatzung musste das Schiff von Hand in der Schleuse aufstoppen.
Schleppzüge, die zum Oberrhein fuhren, wurden in Bad Salzig geteilt, da auf der Gebirgsstrecke nur drei Anhänge zugelassen waren. Zeitweise lagen mehrere hundert Kähne dort auf Reede. Hinter Bingen wurden die Schleppzüge wieder neu zusammengestellt.
In der Talfahrt wurden jeweils zwei Kähne nebeneinander gekoppelt, beladene Kähne fuhren direkt hinter dem Schlepper, und nur der erste Anhang hatte einen  Schleppdraht vom Schlepper. Der Abstand zum Schlepper war auch geringer als auf der Bergfahrt.
Gefahren wurde nur von Sonnenauf- bis Sonnenuntergang, auch bei Nebel ruhte die Schifffahrt, Radar und Funk gab es noch nicht in der Binnenschifffahrt. Die Arbeit auf den Schleppkähnen war sehr anstrengend und entbehrungsreich. Strom oder andere maschinelle Hilfsmittel kannte man nicht. Das Steuerrad, anfangs noch liegend im offenen Ruderhaus, war riesig, bis zu 6 Meter im Durchmesser. Je nach Fahrtstrecke, mit viel Strömung oder bei Manövern, mussten mehrere Männer in die Speichen greifen. Auch auf den Dampfschleppern, die nicht über eine dampfgetriebene Rudermaschine verfügten, standen immer mehrere Leute am Ruder.
Die letzte Schleppfahrt mit einem Seitenradschlepper war 1967. Es war der Schlepper Oscar Huber, heute Museumsschiff in Duisburg.

## Technische Daten eines Radschleppers

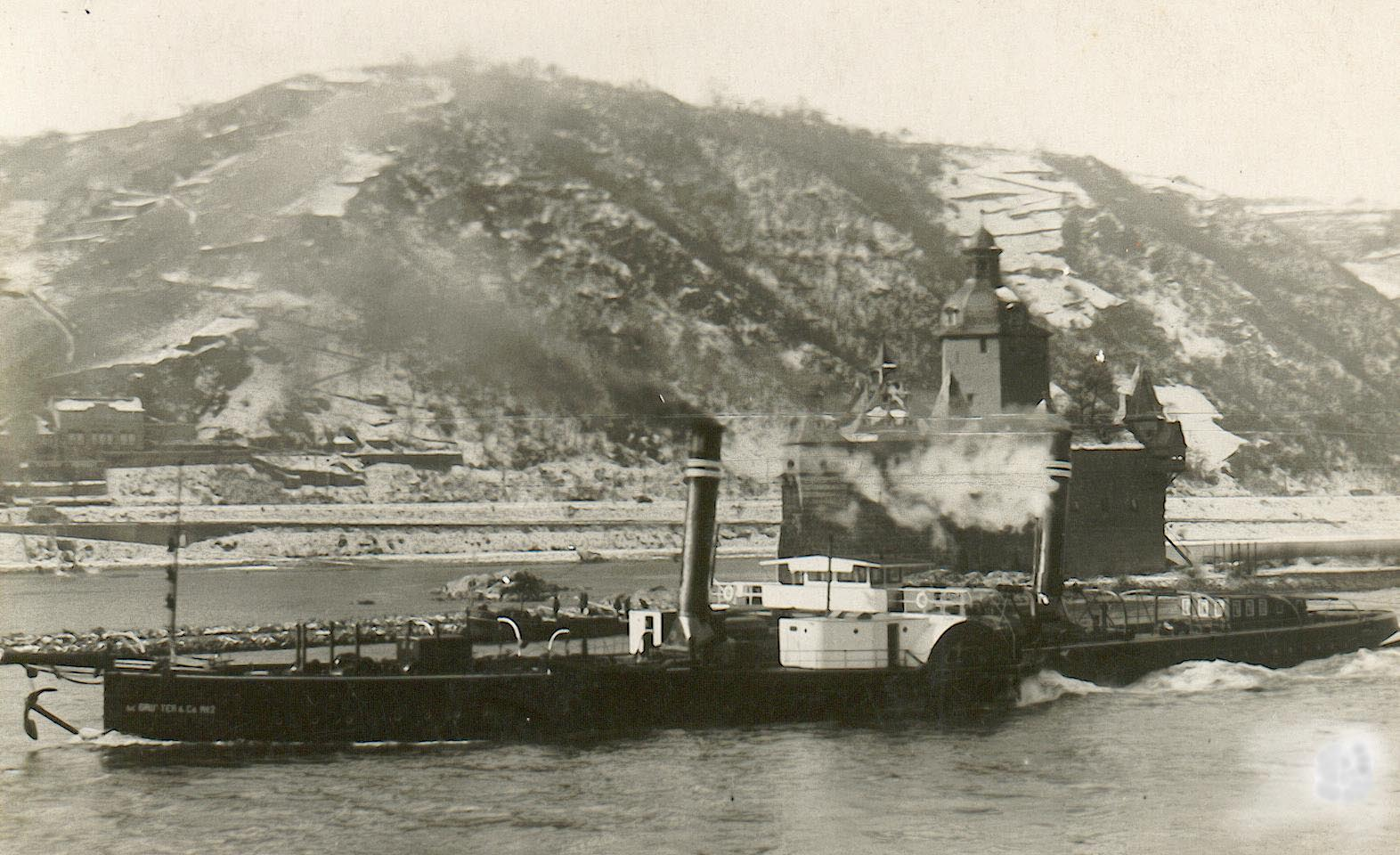
Großer Seitenradschlepper

- Länge = 75 m, mit Bugspriet und Ruder 80,0 m
- Breite = 20,75 m über den Radkästen, Rumpfbreite = 9,0 m
- Tiefgang beladen = 1,55 m
- Tragfähigkeit = 200 Tonnen.
- Drei-Zylinder Dampfmaschine 1550 PS
- Zwei Dampfkessel
- Die exzentergesteuerten Schaufelräder waren bis zu 6 Meter breit
- Schleppkraft bis zu 6000 Tonnen, entsprechen 6–7 Schleppkähnen
- Verbrauch = Duisburg–Rotterdam und zurück rund 70 Tonnen Kohle in sechs Tagen
- Verbrauch nach Umrüstung auf Öl = Duisburg–Karlsruhe und zurück 60–70 Tonnen in 16 Tagen
- Besatzung = Kohle 15 Mann, Öl 8 Mann. Kapitän, Steuermann, Rudergänger, 2 Maschinisten, 3 Matrosen, 4–6 Heizer und ein Menagemann, der für den Proviant und das Kochen zuständig war.
- Die größten Schleppkähne hatten eine Tragfähigkeit von über 3000 Tonnen und je nach Größe bis zu vier Mann Besatzung.

## Schraubenschlepper

Schleppzug auf dem Rhein, datiert auf die Zeit zwischen 1932 und 1935

Nachdem durch die Weiterentwicklung der Schiffspropeller ein besserer Wirkungsgrad erzielt wurde, baute man Ein- und Zweischraubenschlepper für die Streckenfahrt. Diese waren kleiner, und daher auch kostengünstiger als die Radschlepper. Zudem war die Besatzung kleiner. Eine Besonderheit war ein zweiter Propeller, die Vorschraube, auf der Propellerwelle.
1882 kam das erste Doppelschraubenboot in Fahrt. Es wurden auch Schlepper mit Dampfturbinenantrieb gebaut. Ab 1912 wurden erstmals Dieselmotoren eingebaut.
Auf den Kanälen hatte der Staat das Schleppmonopol.

## Dieselschlepper
Nach dem Ersten Weltkrieg wurden viele Schiffe auf Dieselmotoren umgerüstet, Haniel ließ sogar in einen Raddampfschlepper zwei Dieselmotoren einbauen. Im Laufe der Zeit verschwanden die Dampfschlepper und wurden von Dieselschleppern ersetzt. Diese Schlepper waren viel stärker motorisiert und benötigten weniger Personal. 1922 ließ die Reederei Haniel aus Duisburg den Doppelschraubenschlepper Haniel XXVIII bauen. Dieser Schlepper hatte zwei 6-Zylinder-MAN-Dieselmotoren mit zusammen 3000 PS und konnte 5500 Tonnen schleppen. Der stärkste Schlepper, die Unterwalden, hatte 4000 PS.

## Das Ende der Schleppschifffahrt

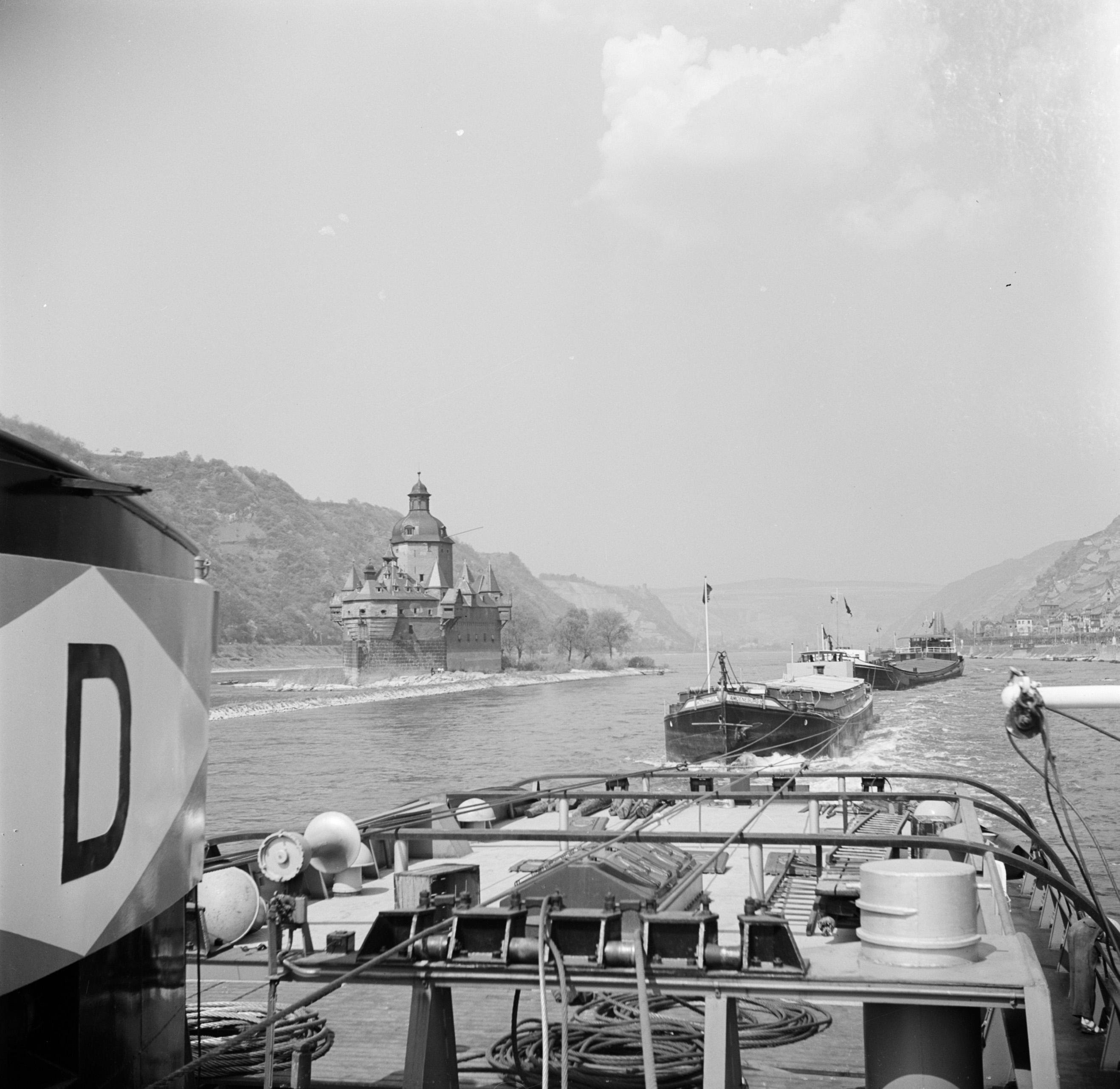
Niederländischer Schleppverband vor Burg Pfalzgrafenstein, 1. April 1955

Um die Wende vom 19. zum 20. Jahrhundert wurde in den USA die Schubschifffahrt entwickelt. In Deutschland unternahm man 1931 auf der Donau erste Versuche mit dem Schubboot UHU. Am 27. August 1957 fuhr der umgebaute französische Schlepper President Herrenschmidt mit zwei umgebauten Schleppkähnen von Rotterdam nach Straßburg, am 3. November 1957 fuhr das Schubboot Wasserbüffel mit vier Leichtern zu je 1250 t auf der Niederrheinstrecke. Der Vorteil der Schubschifffahrt ist der viel geringere Personalbedarf und die einfache Bauart der Leichter. Viele ehemalige Schleppkähne wurden motorisiert oder verschrottet, wenn sich auf Grund des Alters ein Umbau nicht mehr lohnte. Auch Schlepper wurden teilweise als Fahrgastschiffe umgebaut.

## Kennzeichnung eines Schleppverbandes
Am Tag muss das schleppende Schiff eine rundum sichtbare gelbe Tonne mit jeweils einem schwarzen und weißen Ring an jedem Ende führen. Das letzte Schiff des Verbands führt einen gelben Ball.
Bei Nacht führt das schleppende Schiff zwei Topplaternen übereinander im Abstand von einem Meter und mindestens einem Meter über den Seitenlichtern und eine gelbe Hecklaterne. Die geschleppten Schiffe führen eine weiße rundum sichtbare Laterne auf dem Vorschiff, mindestens fünf Meter über der Einsenkungsmarke, der letzte Anhang zusätzlich eine Hecklaterne.
Schleppen mehrere Motorschiffe nebeneinander einen Schleppverband, müssen die äußeren drei Topplaternen im Abstand von einem Meter übereinander führen. Sind mehrere Schleppschiffe nebeneinander gekoppelt, müssen die äußeren Schiffe ein weißes Rundumlicht führen.

## Museen
- Museum der Deutschen Binnenschifffahrt, Duisburg
- Wahrschauer- und Lotsenmuseum, Sankt Goar
- Rhein-Museum, Koblenz
- Flößerei- und Schifffahrtsmuseum, Kamp-Bornhofen